# Kajsama
Kajsama (arab. قيصما) – miejscowość w Syrii, w muhafazie As-Suwajda. W 2004 roku liczyła 1178 mieszkańców.